# Varzedo
Varzedo is een gemeente in de Braziliaanse deelstaat Bahia. De gemeente telt 9.451 inwoners (schatting 2009).